# Un travelo nommé désir
Un travelo nommé désir est un roman de Noël Simsolo paru en mars 1996, aux Éditions Baleine, dans la collection Le Poulpe. Il raconte une enquête de Gabriel Lecouvreur sur l'assassinat d'un célèbre avocat pendant une séance de domination sexuelle. L'histoire se déroule dans le milieu de la prostitution, de la corruption policière, et des magouilles politiques. Les soupçons se portent sur un athlétique travesti africain, qui a mystérieusement disparu, et que tout désigne comme le coupable idéal. Mais tandis que le Poulpe tente de faire la lumière sur cette sombre affaire, des pans de vérité tombent en même temps que les cadavres des témoins.